# Каменец (Ямболская область)
Каменец (болг. Каменец) — село в Болгарии. Находится в Ямболской области, входит в общину Стралджа. Население составляет 408 человек.

## Политическая ситуация
В местном кметстве Каменец, в состав которого входит Каменец, должность кмета (старосты) исполняет Живко Иванов Димитров (коалиция в составе 4 партий: Демократы за сильную Болгарию (ДСБ), Болгарский земледельческий народный союз (БЗНС), Союз демократических сил (СДС), Земледельческий народный союз (ЗНС)) по результатам выборов правления кметства.
Кмет (мэр) общины Стралджа — Митко Панайотов Андонов (Болгарская социалистическая партия (БСП)) по результатам выборов в правление общины.